# Công đồng Lateranô V
Công đồng Lateran V diễn ra từ năm 1512 -1517 do Giáo hoàng Julius II triệu tập. Có 115 giám mục Tây Phương tham dự 12 khoá họp, từ 3 tháng 5 năm 1512 đến 6 tháng 3 năm 1517. Công đồng xác định quyền bính Giáo hoàng và quyền bính công đồng, lên án những người theo thuyết Tân Aristote.
Nội dung của công đồng:
1. Thúc đẩy phong trào Thập Tự Chinh để kháng chiến chống quân Hồi giáo.
2. Lên án những tư tưởng dị đoan, lạc giáo, như việc phủ nhận tính bất tử, bất diệt... của linh hồn.
3. Phản đối phong trào Duy Công Đồng (qua văn kiện "Pastor Aeternus", Mục tử Đời đời, 19/12/1516).
4. Tăng cường mối tương quan giữa Giám mục và Tu sĩ.
5. Thúc đẩy công bằng xã hội (lợi tức hợp lý, phi lợi nhuận cao...).